# Двоуголка
Двоуго́лка, двокутівка, двокутка або бікорн (рос. двууголка, від англ. bicorne, bicorn) — це історична форма капелюха, широко прийнята в 1790-х роках як предмет уніформи європейських та американських військових і морських офіцерів. Більшість генералів й офіцерів наполеонівського періоду носили двокутівку, і вона проіснувала як широко поширений головний убір в парадних формах щонайменше до 1914 року.

## Історія
Розвинута з трикутки, двокутка чорного кольору спочатку мала досить широкі криси (поля), передня і задня половини були загнуті вгору і скріплені разом, утворюючи напівкруглу віялову форму. На фронті зазвичай надягалася кокарда національного прапора. Пізніше капелюх набув більш трикутної форми (два його кінця стали більш загостреними) і почав носитися з кокардою з правого боку. Цей вид бікорнів врешті-решт став відомий англійською мовою як «загнутий догори капелюх» (cocked hat), хоча і досьогодні у французькій мові він відомий як «двокутний» (bicorne).
Носимі сторонами наперекіс в 1790-х роках, двокутки почали зазвичай носитися поздовж в більшості армій і флотах приблизно з 1800 року. Ця зміна стилю збіглася з вирівнюванням вираженого переднього козирка у первісному вигляді цього головного убору. Французька жандармерія продовжувала носити свої бікорни в класичному стилі до 1904 року, як і італійські карабінери в їхньому парадному одязі сучасного зразка.
Деякі форми двокутівки були розроблені так, аби їх можна було скласти плоско, щоб їх було зручно засунути під пахву, коли капелюх не використовують. Бікорн цього стилю також відомий як chapeau-bras або chapeau-de-bras.
Двокутки широко носили до Першої світової війни як частину парадного одягу офіцери більшості флотів світу. Він зберігся більш обмежено між війнами серед вищих офіцерів британського, французького, американського, японського та інших флотів до Другої світової війни, але майже зник у цьому контексті зараз.
На додаток до військово-морського використання, бікорн широко носився протягом XIX та на початку XX століть цивільними чиновниками європейських монархій i Японії, коли вимагалося носити форму в офіційних випадках. Ця практика припинилася після Першої світової війни, за винятком дипломатичної форми. Однак британські колоніальні губернатори в умовах помірного клімату та генерал-губернатори в деяких країнах Співдружності (зокрема, Австралії, Канаді та Новій Зеландії) продовжували носити двокутки з парадними вбраннями до другої половини XX століття.

## Галерея

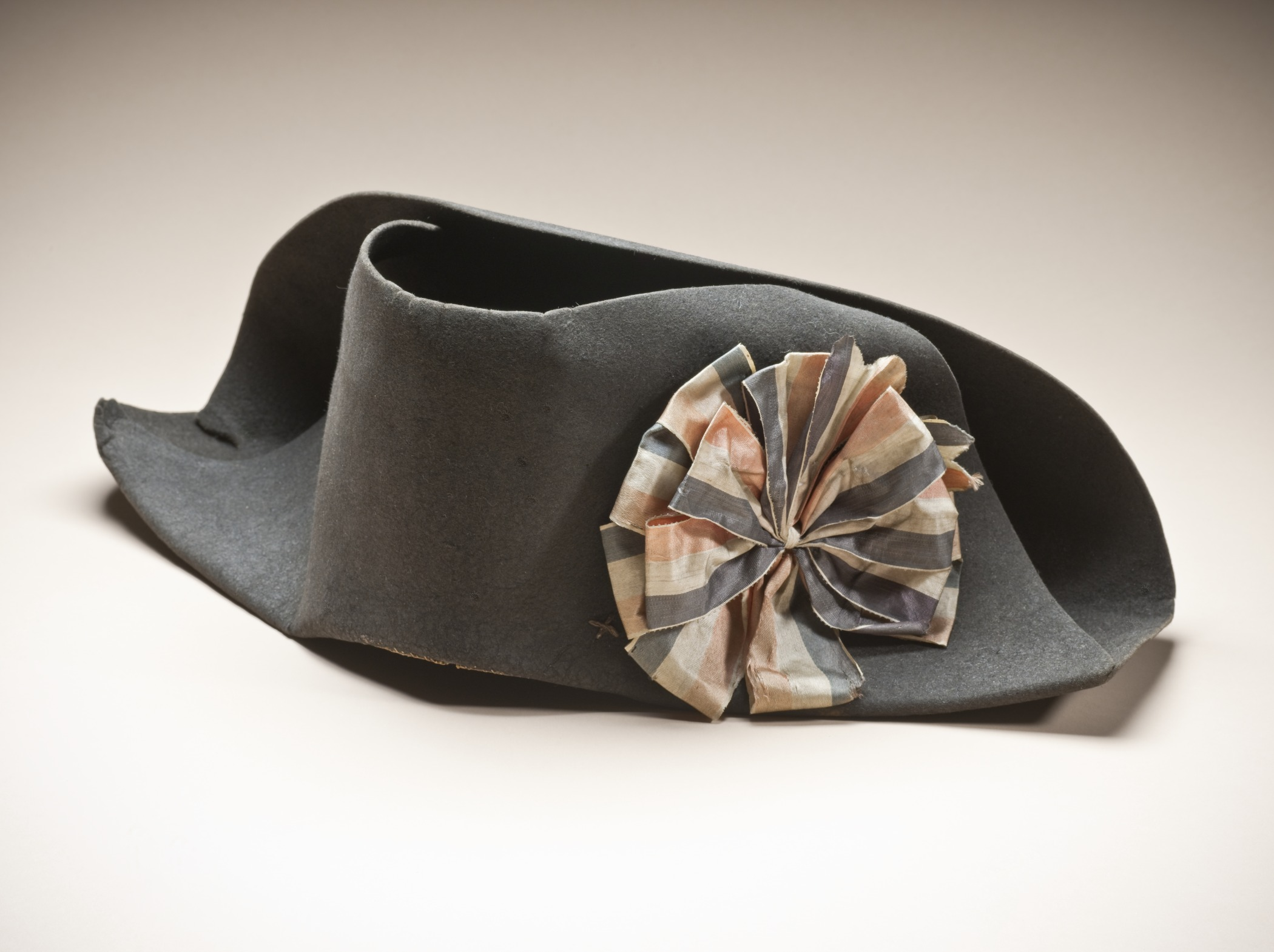
Рання двокутка з Франції, приблизно. 1790
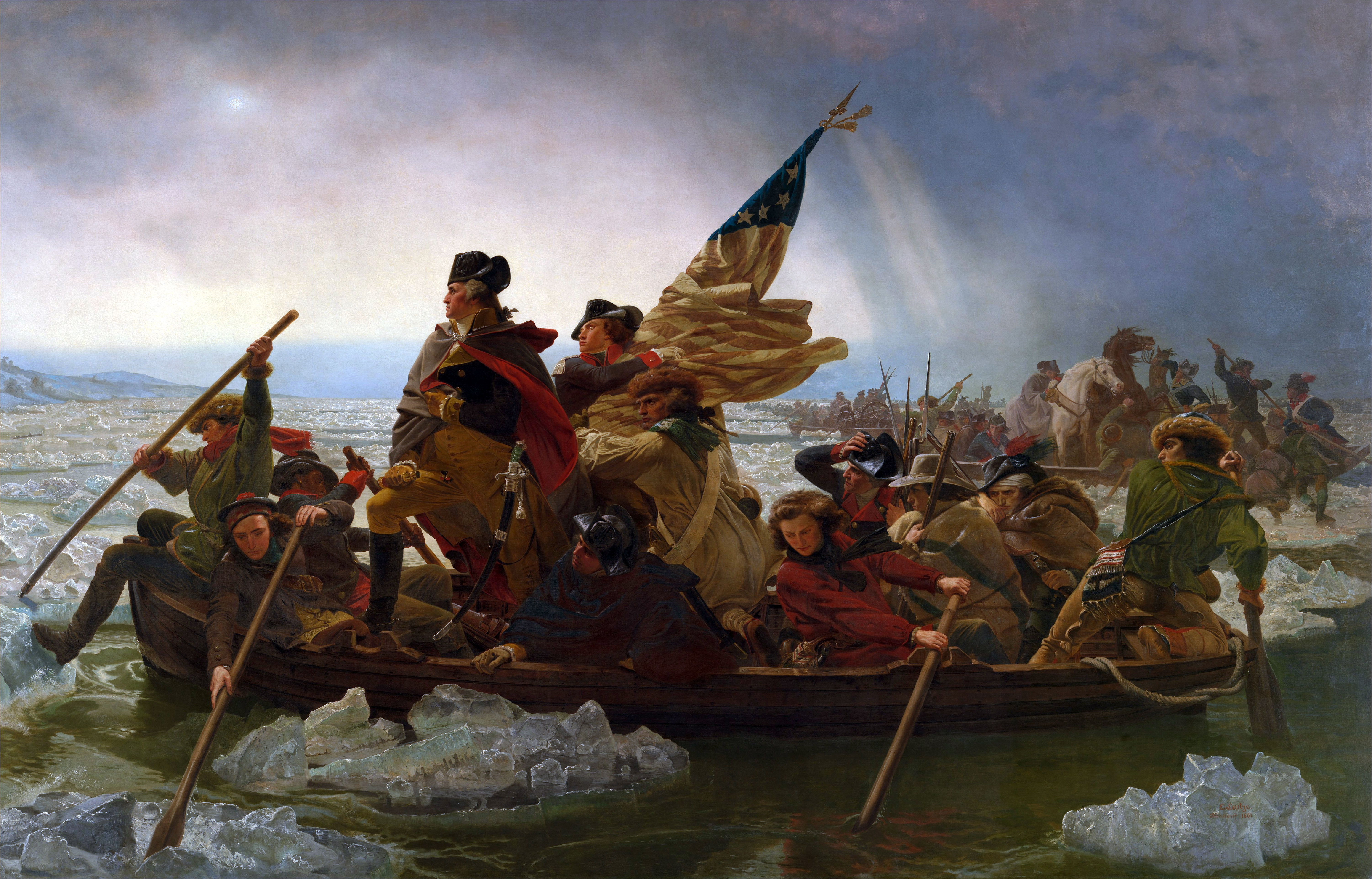
Вашингтон переправляється через Делавер. Картина Емануеля Лойце, де Джордж Вашингтон та кілька його соратників зображені в ранніх версіях двокутки
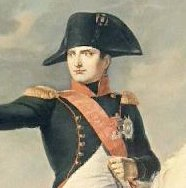
Наполеон в двокутці
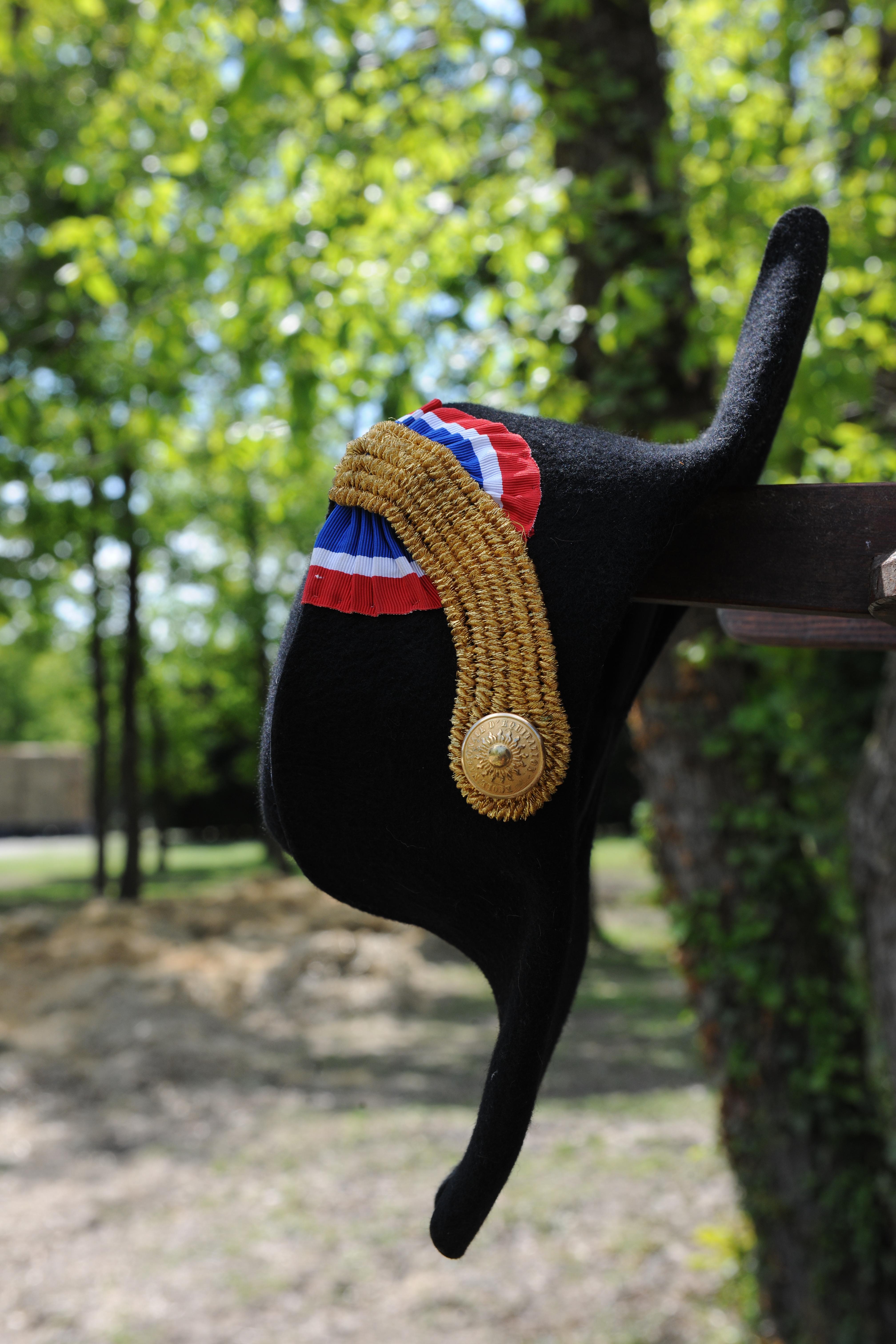
Двокутка, що належить до вбрання сквайрів Чорної Рами.
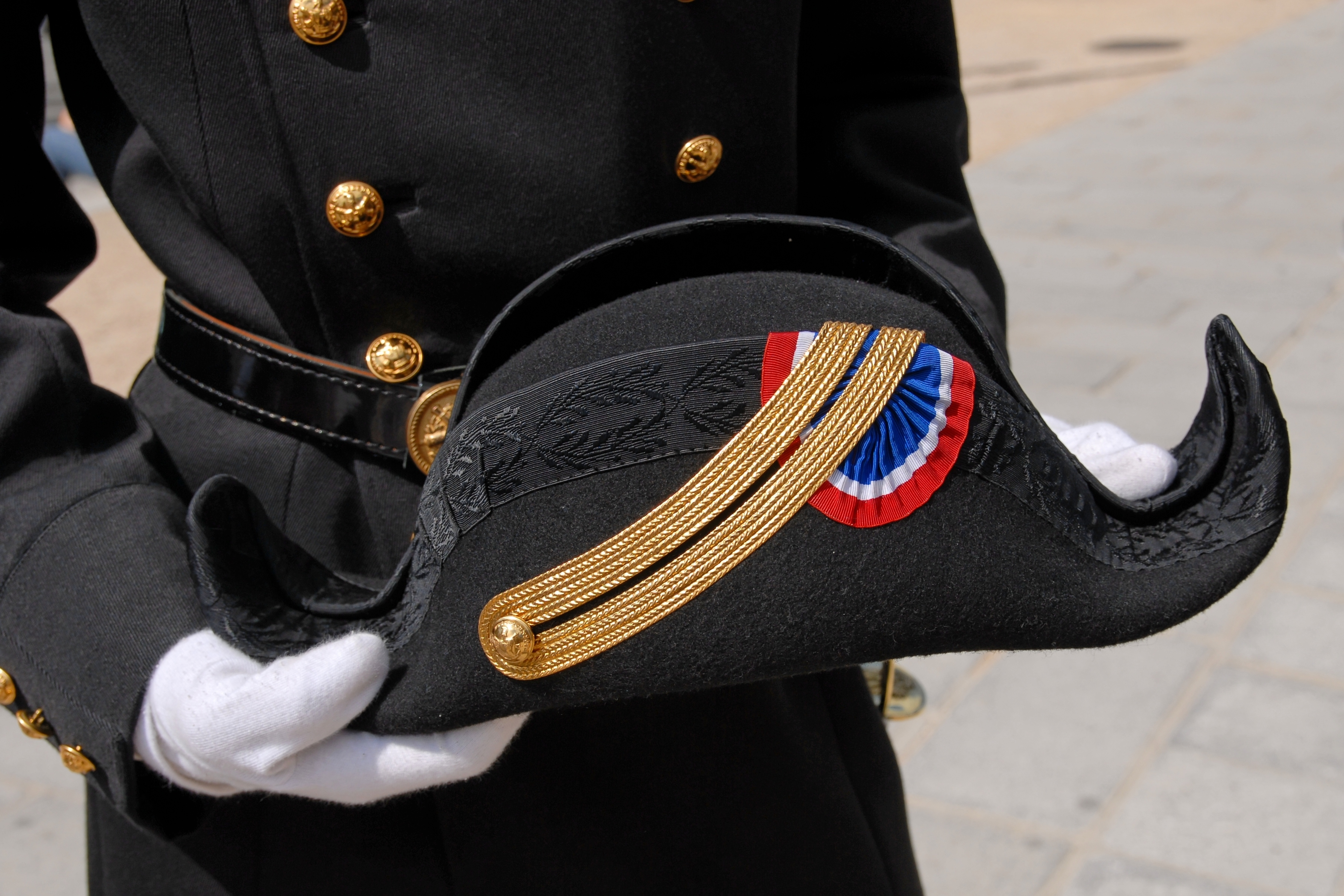
Студент політехніки École, що тримає свою двокутку, під час церемоній до Дня взяття Бастилії 2007 року.